# 坪洲金花廟
22°17′09″N 114°02′18″E / 22.28591°N 114.03823°E

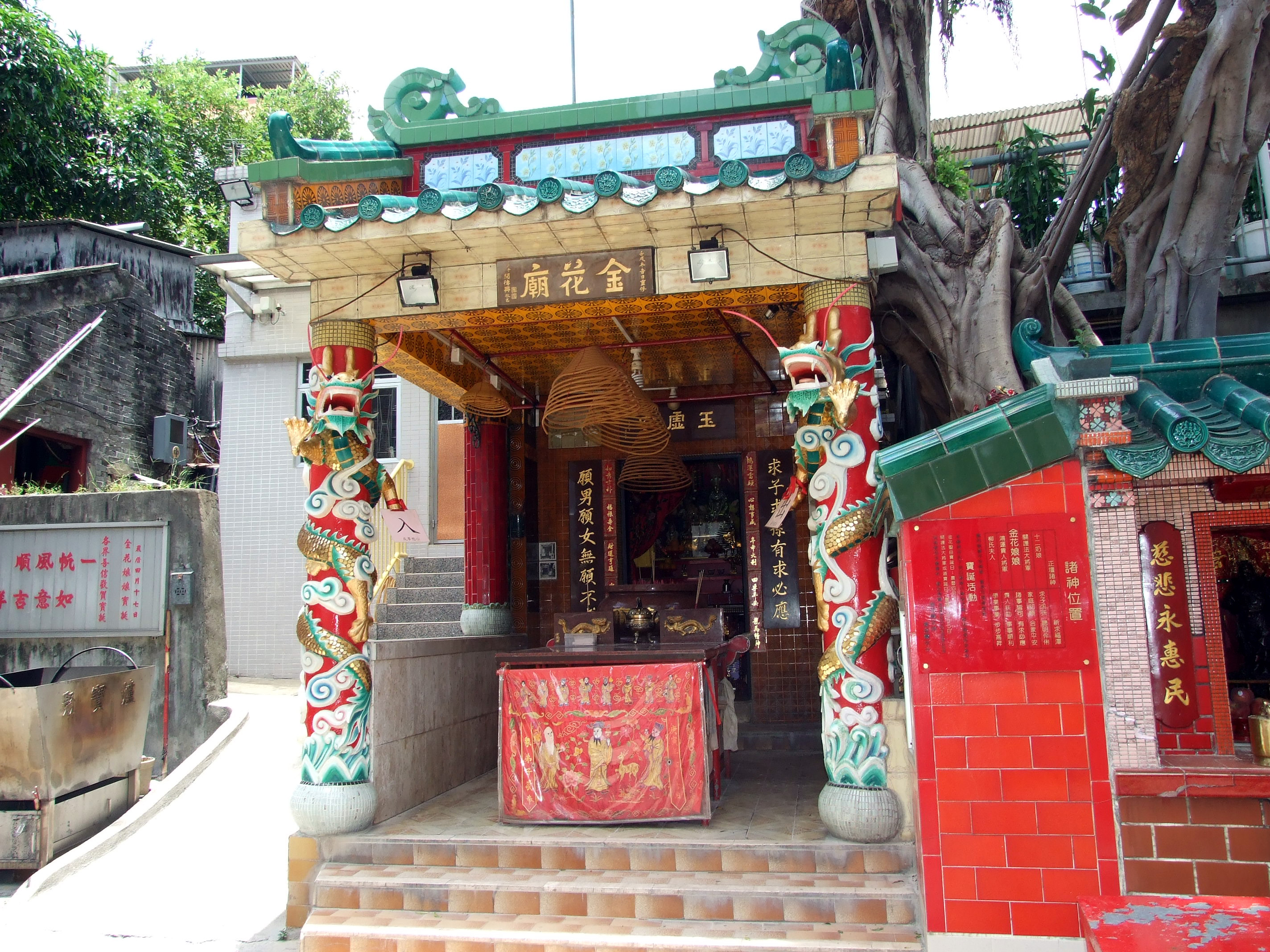
金花廟

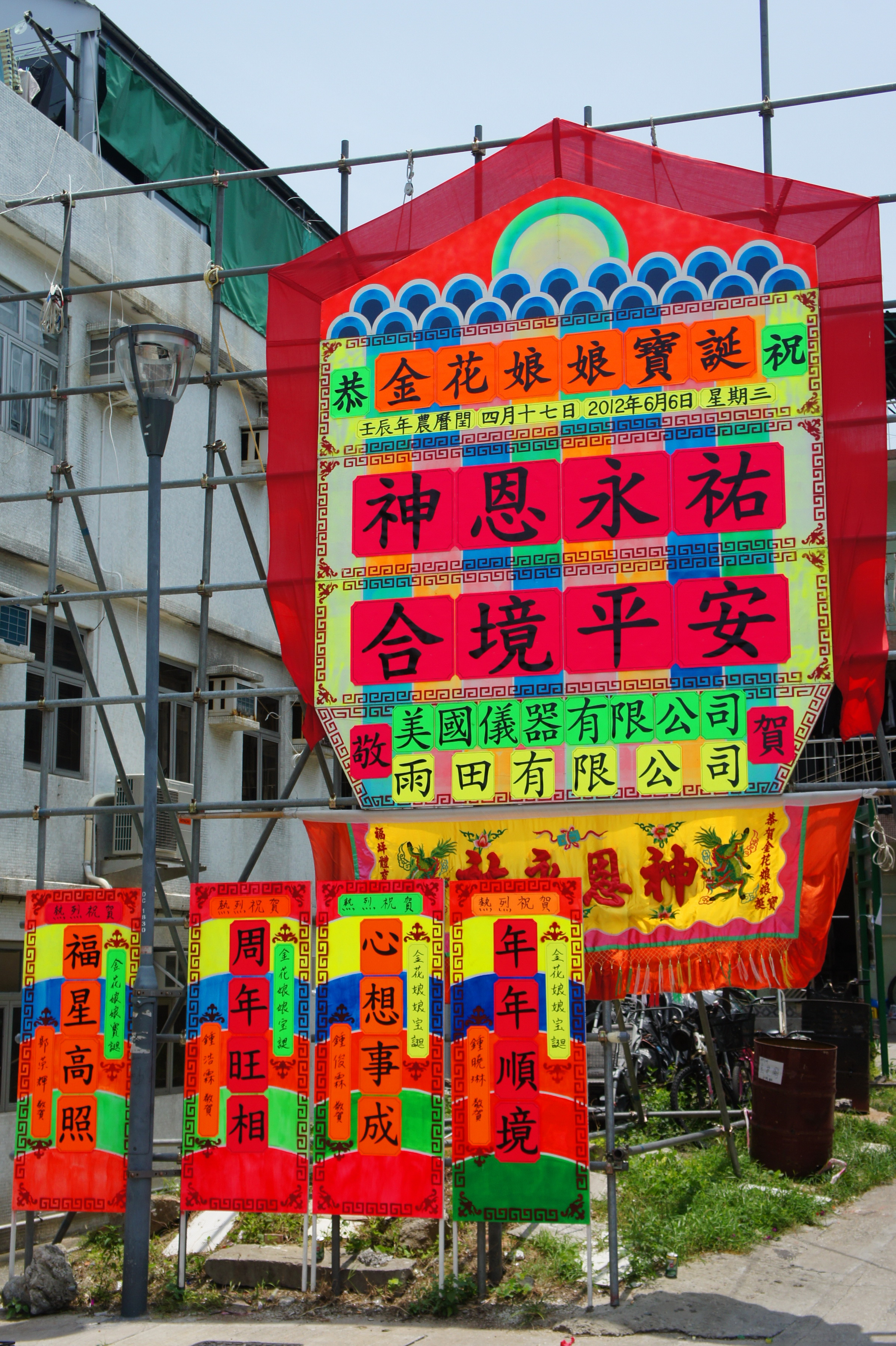
壬辰年金花娘娘閏月寶誕，樹立於露坪街與永安街交界的花牌。

金花廟是香港一所廟宇，位於新界坪洲，坪洲天后廟之北，供奉金花聖母（又稱金花娘娘或金花夫人）。其誕日為每年農曆四月十七日。

## 歷史
金花廟建於清朝乾隆廿七年（1762年），相傳是一位名為賴國民的藥師因發現金花聖母的神位而令其病妻痊癒而設立的。該廟在1970年代重修。傳說粵劇名伶關德興師傅及金花廟住持，曾分別得到金花娘娘報夢，作為金花廟善信的演員關德興於1996年去世後更被封為「護法大將軍」，其肖像放在金花娘娘的左邊受人供奉。

## 外部連結
- 離島區議會離島之旅：金花廟[永久]
- 香港電台：金花廟．天后廟（页面存档备份，存于）